# آيت اعزة الرك (النيف)
آيت اعزة الرك هي إحدى مشيخات المملكة المغربية، تتبع جغرافيا لإقليم تنغير وإداريًا للنيف. يقدر عدد سكانها بـ 9093 نسمة حسب الإحصاء الرسمي للسكان والسكنى لسنة 2004.